# 460 Scania
460 Scania eller 1900 FN är en asteroid upptäckt 22 oktober 1900 av den tyske astronomen Max Wolf i Heidelberg. Asteroiden har fått sitt namn efter det latinska namnet på det svenska landskapet Skåne. Detta med anledning av astronomimötet i Lund.
Åtminstone en ockultation av en stjärna har observerats.